# Grallistrix
Grallistrix är ett släkte med fåglar i familjen ugglor inom ordningen ugglefåglar. Det omfattar fyra arter som alla är utdöda och tidigare förekom i Hawaiiöarna:
- Kauaiuggla (Grallistrix auceps)
- Mauiuggla (Grallistrix erdmani)
- Oahuuggla (Grallistrix orion)
- Molokaiuggla (Grallistrix geleches)